# Bevern (Holstein)
Bevern település Németországban, Schleswig-Holstein tartományban. Lakosainak száma 617 fő (2023. december 31.).

## Népesség
A település népességének változása:
| Lakosok száma | 442  | 602  | 585  | 572  | 592  | 623  | 617  |
|               | 1975 | 2014 | 2017 | 2019 | 2021 | 2022 | 2023 |